# Liste der höchsten Erhebungen der Staaten und Territorien Australiens
Diese Liste enthält sowohl die höchsten Erhebungen der Staaten und Territorien Australiens, als auch die der australischen Außengebieten.
|                                     | Art         | Erhebung                          | Höhe (m) | Gebirgskette                                 | Koordinaten                   |
| ----------------------------------- | ----------- | --------------------------------- | -------- | -------------------------------------------- | ----------------------------- |
| New South Wales                     | Staat       | Mount Kosciuszko                  | 2228     | Snowy Mountains / Great Dividing Range       | 36° 27' 21" S, 148° 15' 49" O |
| Queensland                          | Staat       | Mount Bartle Frere                | 1611     | Bellenden Ker Range                          | 17° 23' 0" S, 145° 49' 0" O   |
| South Australia                     | Staat       | Mount Woodroffe                   | 1435     | Musgrave Ranges                              | 26° 19′ 8″ S, 131° 46′ 31″ O  |
| Tasmanien                           | Staat       | Mount Ossa                        | 1617     | Pelion Range                                 | 41° 52′ 0″ S, 146° 2′ 0″ O    |
| Victoria                            | Staat       | Mount Bogong                      | 1986     | Victorian Alps / Great Dividing Range        | 36° 44′ 0″ S, 147° 18′ 0″ O   |
| Western Australia                   | Staat       | Mount Meharry                     | 1249     | Hamersley Range                              | 22° 59′ 0″ S, 118° 35′ 0″ O   |
| Australian Capital Territory        | Territory   | Mount Bimberi                     | 1913     | Brindabella Range                            | 35° 39′ 39″ S, 148° 47′ 21″ O |
| Northern Territory                  | Territory   | Mount Zeil                        | 1531     | MacDonnell Ranges                            | 23° 35′ 46″ S, 132° 22′ 19″ O |
| Ashmore- und Cartierinseln          | Außengebiet | unbenannte Stelle                 | 3        |                                              |                               |
| Weihnachtsinsel                     | Außengebiet | Murray Hill                       | 361      |                                              | 10° 29′ 0″ S, 105° 34′ 51″ O  |
| Kokosinseln                         | Außengebiet | unbenannte Stelle                 | 5        |                                              |                               |
| Korallenmeerinseln                  | Außengebiet | unbenannte Stelle auf Cato Island | 5,8      |                                              | 23° 14' 59" S, 155° 32' 31" O |
| Heard und McDonaldinseln            | Außengebiet | Mawson Peak                       | 2745     | Big-Ben-Massiv                               | 53° 6′ 11″ S, 73° 30′ 57″ O   |
| Australisches Antarktis-Territorium | Außengebiet | Mount McClintock                  | 3490     | Britannia Range / Transantarktisches Gebirge | 80° 13′ 0″ S, 157° 26′ 0″ O   |
| Norfolkinsel                        | Außengebiet | Mount Bates                       | 319      |                                              | 29° 0′ 41″ S, 167° 56′ 24″ O  |
| Jervis Bay Territory                | Territory   | Bherwerre Trig Point              | 170      |                                              | 35° 9′ 42″ S, 150° 43′ 49″ O  |